# Fighting the World
Fighting the World je páté studiové album americké heavymetalové skupiny Manowar vydané v roce 1987.
K vydání tohoto alba podepsali Manowar smlouvu s novým silným vydavatelstvím se záměrem komerčně prorazit. Tomu odpovídá zvuk i aranžmá desky, které jsou oproti předchozím počinům skupiny modernější.
První polovina desky obsahuje skladby, přístupné širšímu publiku, ať už je to úvodní Fighting the World nebo typická koncertní hymna Carry On, obě textově zaměřené na tradiční poselství skupiny boje za pravý heavy metal. Tematický předěl nastává u skladby Defender, kde si dramatickou naraci části textu zopakoval Orson Welles, který tuto úlohu měl již na debutním albu Battle Hymns z roku 1982. V této baladě čte Orson Welles část dopisu či závěti, kterou zanechal otec synovi a v dalším průběhu skladby mu zpěvák Eric Adams odpovídá. Závěr alba tvoří čtyři samostatné skladby, tematicky a hudebně propojené. Po instrumentálním intru Drums of Doom následuje Holy War s intermezzem Master of Revenge, po kterém album vrcholí ve frenetické Black Wind, Fire and Steel. V těchto závěrečných skladbách se Manowar vrací k tradičním fantasy tématům a inspiraci bojem a smrtí.
Při rozhovoru v roce 1987 o vydání albu Fighting the World DeMaio odpovídal moderátorovi proč, tak dlouho od alba Sign of The Hammer nevydali žádné album. DeMaio odpověděl: “Měli jsme těžké časy najít správnou nahrávací společnost. Lidé se nás zkouší dostat na dno v tomhle byznyse a mnoho fanoušků to ví, mnoho fanoušků to neví. Lidé se nás zkouší vykopnout, ale nedokázali to. Manažeři, agenti, nahrávací společnosti ale nic nás nemohlo zastavit, protože pokaždé ty věci vypadali špatně. Šli jsme a našli jsme hromadu fanouškovských pošt, které rostly každý den. Naši fanoušci jsou tam venku, podporovali nás a jsme zpátky. Jsme silnější než kdy jindy. Manowar nic nezastaví. Nic nebo nikdo.“

## Seznam písní
1. "Fighting the World" – 3:46
2. "Blow Your Speakers" – 3:36
3. "Carry On" – 4:08
4. "Violence and Bloodshed" – 3:59
5. "Defender" – 6:01
6. "Drums of Doom" – 1:18
7. "Holy War" – 4:40
8. "Master of Revenge" – 1:30
9. "Black Wind, Fire and Steel" – 5:17

## Sestava
- Eric Adams – zpěv
- Ross the Boss – kytara
- Joey DeMaio – baskytara
- Scott Columbus – bicí